# SBS 8 News
SBS 8 News (hangul: SBS 8 뉴스) é um telejornal sul-coreano exibido pela SBS desde 9 de dezembro de 1991. Foi lançado no mesmo dia, quando a emissora SBS foi fundada.

## Apresentadores
- Shin Dong-uk (segunda a sexta)
- Jeong Mi-seon (segunda a sexta)
- Kim Jin-hee (segunda a sexta/tempo)
- Byeon Sang-uk (sábado e domingo)
- Lee Hye-sung (sábado e domingo)

## Edições locais
| Emissora | Título        | Hora                                             |
| -------- | ------------- | ------------------------------------------------ |
| KNN      | KNN News Eye  | 20:25 (segunda a sexta) 20:20 (sábado e domingo) |
| TBC      | TBC 8 News    | 20:25 (segunda a sexta) 20:20 (sábado e domingo) |
| UBC      | UBC 8 News    | 20:25 (segunda a sexta) 20:20 (sábado e domingo) |
| TJB      | TJB 8 News    | 20:25 (segunda a sexta) 20:20 (sábado e domingo) |
| G1       | G1 8 News     | 20:25 (segunda a sexta) 20:20 (sábado e domingo) |
| CJB      | CJB 8 News    | 20:25 (segunda a sexta) 20:20 (sábado e domingo) |
| JTV      | JTV 8 News    | 20:25 (segunda a sexta) 20:20 (sábado e domingo) |
| KBC      | KBC 8 News    | 20:25 (segunda a sexta) 20:20 (sábado e domingo) |
| JIBS     | JIBS 825 News | 20:25 (segunda a sexta) 20:20 (sábado e domingo) |